# Pasir Mas (district)
Pasir Mas is een district in de Maleisische deelstaat Kelantan.
Het district telt 189.000 inwoners op een oppervlakte van 580 km².